# تشاكوفيتش
مدينة تشاكوفيتش هي مدينة كرواتية وهي مركز مقاطعة ماجيموريه، وتقع على بعد حوالى 90 كيلومترا (56 ميلا) إلى الشمال من زغرب عاصمة البلاد.

## توأمة
لتشاكوفيتش اتفاقيات توأمة مع كل من:
- ناجيكانيزسا
- كريات طبعون
- بلونسك [الإنجليزية]‏
- شرامبرغ

## أعلام
- ألكسندر بينكو
- فرانيو بانتشك
- ساشا توكسار
- نيكولا بوكريفاتش
- روبيرت يارني
- نقولا سوبيك زرنسكي